# Gears of War
Gears of War là một trò chơi chiến tranh viễn tưởng bắn súng góc nhìn thứ ba, phát triển bởi Epic Games và phát hành bởi Microsoft Game Studios.Ban đầu, nó được thiết kế chỉ dành cho hệ máy Xbox 360 vào tháng 11 năm 2006 ở Bắc Mỹ, Úc và phần lớn Châu Âu. Phiên bản này còn có một bản thu thập hạn chế dành cho người chơi và cuốn truyện tranh nói về cốt truyện của game. Mặc dù game được thiết kế chủ yếu là dành cho hệ máy Xbox 360 nhưng vẫn có một phiên bản dành cho hệ máy PC tích hợp một số tính năng mới trong phần chơi mạng, thêm vòng chơi trong phần chơi đơn và tính năng Windows Live.
Trò chơi tập trung nói về các chiến dịch của biệt đội Delta chống lại lực lượng ngoài hành tinh đến xâm chiếm hành tinh viễn tưởng Sera và giết chóc con người, Locust. Người chơi có thể nhập vai Marcus Fenix hoặc Dominic Santiago (trong chiến dịch chơi co-op), là một tù binh và người lính rất kiên cường trong chiến đấu. Gears of War có thể nói là game đầu tiên khai phá ra kiểu núp-bắn, Marcus có thể núp vào các góc tường, bắn trả hoặc di chuyển qua các góc tường khác trong khi người chơi còn lại cũng làm việc tương tự để hỗ trợ người chơi chính.Game có chế độ chơi mạng hỗ trợ lên đến 8 người.
Gears of War bán được 3 triệu bản trong vòng 10 tuần và là game PC bán chạy nhất trong năm 2006; nó cũng là game được chơi nhiều thứ hai trên hệ máy Xbox 360 trong năm 2007. Hiện tại, Gears of War xếp thứ năm trong các game bán chạy nhất trên hệ máy Xbox 360 mọi thời đại. Vào tháng 9 năm 2008, Gears of War đã bán được hơn 5 triệu bản. Giới phê bình đánh gia cao gameplay cũng như phong cách hành động của Gears of War, nó nhận được một vài danh hiệu game của năm trong năm 2006. Thành công rực rỡ của bản một đã dẫn đến việc phát triển của những bản tiếp theo bao gồm Gears of War 2 vào năm 2008, Gears of War 3 vào ngày 20 tháng 9 năm 2011 (dời lại so với lịch phát hành ban đầu là vào ngày 5 tháng 4 năm 2011). Tất cả những tác phẩm phỏng theo như truyện tranh, sách và phim đều được mong đợi bởi fan của dòng game này.

## Cách chơi
Gears of War là tựa game đầu tiên sử dụng hệ thống nấp-bắn, Marcus có thể nấp vào một góc tường, ló súng ra bắn hoặc ngồi hẳn dậy để ngắm cho chính xác. Vũ khi khá đa dạng trong đó có khá nhiều loại súng bao gồm khẩu súng trường tấn công chính mà người hay sử dụng là Lancer (có gắn một lưỡi lê dưới họng súng để tác chiến ở cự ly gần), súng lục Snub (người chơi ít sử dụng súng này trừ khi hết đạn, ưu điểm là bắn nhanh), súng thục Gnasher (ưu điểm bắn ở cự ly gần mạnh, cận chiến bằng cán súng sẽ khiến đối thủ mất máu nhiều, nhược điểm là thiếu chính xác khi ngắm bắn xa), súng ngắm Longshot (ưu điểm bắn xa và nòng ngắm tốt, nhược điểm là bắn ở cự ly gần khó), lựu đạn hình cây chùy gai (ưu điểm có thể ném xa nhờ vào hệ thống do trò chơi thiết kế sẵn, nhược điểm là có thể làm tổn thương bản thân nếu đứng quá gần), cung bắn đạn nổ Torque (ưu điểm bắn phá giáp và hạ gục đối thủ nhanh chóng nhờ vào đạn nổ gắn trên cung, nhược điểm là phải ngắm bắn lâu mới kích hoạt được thiết bị nổ), súng trường tấn công Hammerburst của lực lượng Locust (ưu điểm bắn nhanh và mang được nhiều đạn, nhược điểm là cận chiến bằng cán súng và hỏa lực yếu), súng lục Revolver (ưu điểm bắn mạnh và chỉ một phát headshot là có thể giết chết được đối thủ, nhược điểm bắn chậm) và Hammer of Dawn (loại súng dùng để yêu cầu sự trợ giúp từ không quân, thông thường người chơi sẽ không dùng súng này nhiều trừ phi phải giết các loại quái vật khổng lồ). Khi sử dụng các loại súng trường tấn công như Lancer hay Hammerburst, người chơi có thể thay đạn đúng cách (kiểu Active Reload), nếu làm đúng người chơi sẽ thay đạn rất nhanh và tăng hỏa lực trong một thời gian ngắn nhưng nếu người chơi làm sai, Marcus sẽ mất thời gian để sửa lại súng bằng cách đập mạnh vào băng thay. Khi người chơi bị Locust bắn trúng, sẽ có ký hiệu của trò chơi hiện lên màn hình là hình một chiếc đầu lâu, nếu đầu lâu càng đỏ thì chức tỏ người chơi đang mất máu rất nhanh và nếu nó đỏ rực thì người chơi chết. Khi người chơi chết sẽ có hai trường hợp xảy ra, nếu chơi đơn thì người chơi sẽ phải chơi lại từ checkpoint cuối, còn nếu người chơi chơi ở chế độ co-op thì người đồng đội kia sẽ phải chạy đến cứu trước khi vòng tròn có mặt người chơi hiện thị ở góc phải màn hình trở nên đỏ rực.
Trò chơi cho phép người chơi có thể chơi co-op hoặc chơi đơn trong 5 hồi (act).Game tập trung chủ yếu vào các chiến dịch của đội Marcus (Marcus Fenix, Dominic Santiago, Augustus Cole và Damon Baird) trong một nỗ lực để quét sạch bọn Locust ra khỏi hành tinh Sera. Nếu như không có người chơi co - op cùng, các đồng đội trong team sẽ do Al điều khiển.Có những vòng cho người chơi lựa chọn một trong hai lối đi, nếu người chơi chọn lối thứ nhất thì người chơi còn lại (hoặc Al nếu không có ai chơi co-op) sẽ tự động lựa chọn lối thứ hai.Trong suốt quá trình chơi, người chơi có thể thu thập những thẻ COG (một loại thẻ dùng để xác định danh tính trong quân đội).Người chơi sẽ được mở khóa một vài tính năng đặc biệt hoặc súng nếu như thu thập đủ toàn bộ số thẻ COG. Chế độ "Insane" chỉ được mở ra chỉ khi người chơi hoàn thành game ở chế độ "Casual" và "Hardcore".
Chế độ chơi nhiều người (Multiplayer) cho phép một trận đấu deathmatch 4-4 (người chơi sẽ gia nhập đội Gears hoặc Locust).Các trận đấu đều có thể tổ chức ở chế độ thăng cấp (Ranked mode), khi một người chơi ghi điểm nhiều sẽ được tăng cấp bậc trong bảng xếp hạng nhưng chế độ này hạn chế người chơi chỉnh sửa chế độ trong ván đầu hoặc mời bạn bè.Trong chế độ Player (Player mode), người chơi có thể mời bạn bè vào tham gia và chỉnh sửa vài chi tiết trong ván đầu nhưng bảng xếp hạng sẽ không hiển thị mức độ thăng tiến của người chơi.Có hai chế độ chơi dành cho hệ máy Xbox 360 là "Warzone" (Vùng chiến) và "Execution" (Sự hành hình), cả hai chế độ đều là kiểu đấu deathmatch chỉ khác chút ở chế độ "Execution", người chơi phải hạ gục kẻ thù ở vùng hành hình (Execution zone) nếu không đối thủ sẽ được hồi sinh lại sau một thời gian ngắn.Trong chế độ "Assassination" (Ám sát), một người chơi bất kỳ trong team được phân bổ làm đội trưởng và chỉ có người đội trưởng mới có thể giết được người đội trưởng ở team đối địch, sau khi giết xong người đội trưởng ở team thắng sẽ nhận được vũ khí mới cùng với tất cả các thành viên trong team.Một bản patch trên hệ máy Xbox 360 có thêm chế độ "Annex", chế độ này có cách chơi là đi chiếm khu vực của team đối địch đang chiếm giữ, rồi bảo vệ khu vực đó trong một khoảng thời gian nhất định để chiến thắng. Một bản patch trên hệ máy PC có tên "King of the Hill" cũng thêm chế độ chơi tương tự nhưng thay đổi số điểm kiểm soát và thêm nhiều cách để giữ khu vực đó được kiểm soát.

## Cốt truyện

### Thời điểm và nhân vật
Gears of War lấy bối cảnh ở hành tinh có nhiều điểm tương đồng giống Trái Đất, Sera. Một chất lỏng có tên "Imulsion" trở nên vô cùng quý hiếm khi các nhà khoa học tìm ra cách sử dụng nó, đã xảy ra một vài cuộc chiến để tranh giành nó. Chính phủ liên minh (COG) hình thành như một tổ chức phi chiến tranh, tham gia bảo vệ hòa bình nhưng thật ra nó cũng có vai trò chính trị mạnh mẽ trong cuộc chiến tranh 79 năm có tên gọi "Pendulum". Những chiến binh phục vụ cho COG có tên gọi là "Gear". Vào ngày E (Emergence Day, có nghĩa là ngày khẩn cấp), lực lượng Locust bất ngờ đổ bộ vào hành tinh Sera, phá hủy và thủ tiêu nền văn minh ở Sera, tiêu diệt mọi con người chúng thấy. Trong tất cả các lực lượng còn sót lại trên Sera, chỉ có COG là có thể tiêu diệt được Locust, thực hiện từng bước để đẩy chúng ra khỏi Sera và bảo vệ người dân.Mười bốn năm sau, COG là chính phủ duy nhất còn tồn tại ở Sera. Vào ngày E, lực lượng COG đã bất chấp số thương vong rất lớn và sử dụng vũ khí Hammer of The Dawn phá hủy các thành phố.
Game hầu như tập trung vào nhân vật chính Marcus Fenix và biệt đội Delta bao gồm Dominic "Dom" Santiago, Damon Baird, Augustus Cole.Một số nhân vật phụ như đại tá Hoffman, Anthony Carmine và trung úy Kim cũng nằm trong biệt đội Delta. Người chơi trong chế độ chơi đơn điều khiển Marcus Fenix, nếu người chơi khác tham gia co - op thì người nào tạo phòng sẽ điều khiển Marcus, người còn lại điều khiển Dom.Tất cả các thành viên còn lại trong biệt đội Delta đều có thể được chơi trong chế độ multi cùng với lực lượng Locust.

### Lực lượng Locust

#### Bộ binh

##### Drone
Lực lượng bộ binh chủ đạo của quân đội Locust là Drone. Chúng nhìn to cao hơn con người, có lớp da ngoài màu xám trắng có vảy để bảo vệ khỏi những tổn thương nhẹ. Drone được sinh ra ở hang Hollow để trở thành những chiến binh khát máu bởi nữ hoàng Locust. Khi được kêu gọi, Drones sẵn sàng hi sinh hàng trăm cá thể để giết bằng được một lính COG (Gear). Drones thường trèo lên từ những hang ổ lủng dưới lòng đất (hay còn gọi là những hang ổ khẩn cấp)-thứ mà Locust sử dụng như cây cầu nối liền lòng đất với mặt đất. Drones được trang bị vũ khí, biết tác chiến ở cự ly gần cũng như thực hiện các chiến thuật như mai phục, đột kích,... Điều này khẳng định Drone là một sinh vật có trí tuệ, hành động độc lập không cần sai bảo và có thể rất nguy hiểm. Drones thường ít biết cách bảo vệ bản thân trong chiến đấu và không bao giờ rút lui, chúng áp đảo lực lượng Gear bằng số lượng đông đảo. Drone gọi Gear là "Groundwalkers" (Những kẻ đi bộ) hoặc "Hominids". Trong Gears of War I, Drones chỉ sử dụng súng trường tấn công Hammerburst I là chủ yếu.

##### Theron
Lính tinh nhuệ của lực lượng Locust là Theron dễ dàng phân biệt được với Drones nhờ vào cái áo choàng chúng khoác trên người và chiếc mặt nạ trên mặt. Theron có mang giáp nhìn rất hoa văn nhưng thực ra là loại giáp chung cho tất cả mọi bộ binh của lực lượng Locust.Giọng nói kỳ quặc của Therons rất dễ dàng nhận ra bởi Gear bởi chúng luôn rít vào trong gió gây chói tai và một đặc điểm rất dễ nhận ra là chúng nói thì không ai có thể nghe được. Theron nhanh, mạnh và thông minh hơn Drones thông thường, chúng thướng sử dụng cây cung nổ chết người Torque. Vì sự khôn ngoan và nhanh nhẹn của mình, Theron thường nắm giữ vai trò chỉ huy, lãnh đạo một nhóm Drone tham gia trận đánh.

##### Boomer
Boomer thường ngu si và chậm chạp vì thân xác chúng rất to lớn.Khi tham gia trận đánh, Boomer thường sử dụng vũ khí là súng phóng lựu Boomshot, súng phóng lựu có tầm ảnh hưởng rộng lớn. Boomer ít khi tham chiến một mình, chúng thường đi thành nhóm, ít nhất là hai cá thể.Chúng thường rất ngu đần khi tham chiến, không biết ẩn nấp mà lúc nào cũng đứng trực diện chỉ trừ phi được chỉ đạo bởi một cá thể Locust siêu việt.Lực lượng Gear đã nhanh chóng tìm ra cách để đánh bại Boomers là nấp đằng sau các bức tường hoặc đồ vật chắc chắn, và bắn liên tục.Khi chết, Boomer thường cười lớn và nói "Boom", và sau đó là một trận pháo kích ở khu vực người chơi có tên gọi "Sky Fire".

##### Berserker
Berserker là một loại quái vật cái.Chúng bị mù nên phải dựa vào mùi cơ thể và âm thanh để tấn công Gear. Berserker có sức mạnh rất khủng khiếp, có thể tung đổ cả một bức tường hoặc cột nhà. Berserker có một điểm rất nguy hiểm là khi chúng phát hiện ra Gear ở đâu thì sẽ chạy rất nhanh và nếu Gear né không kịp thì sẽ bị nát bét người giống như bị xe đi ở tốc độ cao cán qua.Xấu xa và khát máu, Berserker có thể giết bất kỳ sinh vật nào tiến gần nó kể cả Drone hoặc làm phiền nó.Để có thể đối phó với Berserker, Gear phải có đôi chân nhanh nhẹn và biết cách dụ Berserker ra khu vực mà không quân có thể hỗ trợ được. Vũ khí mà Berserker khiếp sợ nhất chính là Hammer of The Dawn, khi sử dụng súng, tia sáng với nhiệt độ cao sẽ đốt cháy da của Berserker giết chết chúng, Berserker phải đợi cho da mình nguội lại và cứng mới có thể tiếp tục chiến đấu.

#### Quái vật

##### Brumak
Brumak là một sinh vật to lớn cao khoảng 12 mét và nặng 10.000 kg (22,046 lbs). Chúng được sinh ra từ lòng đất từ những sinh vật nhỏ hơn, Brumak có sức tấn công tay rất uy lực. Đầu chúng được mang chiếc mặt nạ cứng nhắc của quái vật Corpser, Brumak nhìn giống con người hơn là giống nhện. Brumak có thể được trang bị thiết bị phóng tên lửa và súng máy Gatling sau lưng và hai súng máy Troika ở hai tay.Brumak có thể mang theo súng năng lượng để có thể giết được nhiều mục tiêu cùng một lúc, sức mạnh của nó được đánh giá tương đương với Corpser.

##### Wretch
Loại quái vật nhỏ và kinh hãi của lực lượng Locust, Wretch có thể yếu nếu tác chiến đơn lẻ nhưng sẽ trở nên kinh hãi nếu tác chiến với số đông. Wretch tấn công mục tiêu bằng cách trèo lên lưng đối thủ và đè xuống để dùng hàm răng xé mặt nạn nhân. Chúng thường di chuyển với tốc độ nhanh, đi theo bầy đàn và làm chói tai Gear bằng cách hết lên những tiếng hú ầm ĩ.Wretch thường có thể bị đánh bại bởi một team Gear nhưng nếu các thành viên bị tách rời khỏi team thì Wretch có thể dễ dàng tập trung bầy đàn lại và hạ gục nạn nhân. Khi Gear giao chiến với Drone, Wretch có thể là một mối nguy hiểm khôn lường, lính Gear khi tập trung bắn phía trên sẽ không để ý phía dưới chân và Wretch có thể lợi dụng cơ hội để "đục nước béo cò".

##### Corpser
Corpser là một sinh vật có hình thù giống nhện. Corpser có bốn mắt và khuôn mặt nó rắn như đá, nó còn có thể đẻ trứng. Corpser có rất nhiều chi và có thể tạo ra được sức mạnh khủng khiếp ngang bằng với Brumak. Tất cả các phần trên cơ thể của Corpser đều không thể bị xuyên thủng bởi đạn thông thường, chúng chỉ có thể bị tổn thương toàn thân khi Gear sử dụng súng Hammer of The Dawn còn nếu tấn công bằng súng Lancer, phần duy nhất bị tổn thương trên cơ thể chúng là bộ phận ở dưới miệng. Corpser thường di chuyển dưới lòng đất và đột kích lực lượng Gear bằng cách lao ra khỏi mặt đất và dùng 8 chi của mình để giết Gear.

##### Reaver
Reaver là một sinh vật bay có kích thước lớn gấp khoảng 20 lần so với Drone. Chúng thường được điều khiển bởi kẻ lái dã thú (Beast Rider - một loại drone chuyên lái Reaver) để chuyên chở Drone hoặc Theron.

### Diễn biến cốt truyện
Trò chơi có thời điểm là 14 năm sau ngày E, lực lượng Locust tuyên bố chiến tranh với loài người ở Sera, chúng giết chóc và phá hủy mọi thứ. Marcus Fenix - là một người lính kiên cường phục vụ cho COG, bị tống tù 4 năm vì tội bỏ nhiệm vụ đi làm việc riêng, thực ra Marcus đang cố gắng đi cứu cha mình là Adam Fenix. Dom đã xác định được xà lim của Marcus và cứu anh ra khỏi đó để đến gặp biệt đội Delta. Biệt đội được trang bị thiết bị dò đường đến hang Hollow, nơi lực lượng Locust cư trú. Trên đường đi, người chơi sẽ gặp phải sự kháng cự quyết liệt của lực lượng Locust. Sau khi đã vào được khu vực trung tâm, biệt đội Delta đã gài đặt bom Lightmass nhằm mục đích tiêu diệt toàn bộ lực lượng Locust ở đây. Trái bom đã không nổ đúng như dự tính, khiến cho đội Delta chịu nhiều thương vong trong quá trình quay lại khu vực để kích hoạt, sửa chữa nhưng vẫn không nổ được hết toàn bộ hang, COG đã quyết định lắp đặt bom loại lớn trên một đoàn tàu đưa thẳng vào khu trung tâm của Locust và thổi tung khu vực này. Biệt đội Delta đã vấp phải sự kháng cự mạnh mẽ từ Locust và phải chạm trán với tướng RAAM. Marcus vì muốn trả thù cho trung úy Kim - người đã bị RAAM giết ở những hồi đâu, đã giết chết RAAM.Thông tin dữ liệu đã được tải lên đầy đủ, cả đội chờ đoàn tàu đến gần sát hang rồi mới lên trực thăng. Game kết thúc với cảnh các hang ổ của Locust sụp đổ nhưng nữ hoàng Locust nói rằng Locust sẽ vẫn còn quay lại và cuộc chiến này vẫn chưa kết thúc.

## Quá trình thiết kế
Trong cuộc phỏng vấn với Cliff Bleszinski, thiết kế trưởng của Epic Games, ông đã chỉ ra rằng có ba game ảnh hưởng đến quá trình thiết kế của Gears of War bao gồm cách bắn súng góc nhìn thứ ba của Resident Evil 4, hệ thống nấp - bắn của Kill Switch và cách di chuyển từ vị trí nấp này sang vị trí nấp khác (tương tự như nhảy từ vị trí này sang vị trí khác trong các phiên bản sau của Gears of War) của game Bionic Commando. Những game này dã ảnh hưởng ít nhiều đến phong cách hành động của GOW, game tập trung chủ yếu vào cách đánh đội và yểm trở lẫn nhau (bao gồm nấp-bắn và yêu cầu hỗ trợ), trò chơi không có quá nhiều vũ khí và không nghiêng về tác chiến ở cự ly gần. GOW cũng có một thiết bị chọn lọc, nó sẽ loại bỏ những yếu tố bạo lực và máu me đồng thời những từ ngữ thô tục trong game. Tổng chi phí thiết kế game là 10 triệu USD, theo như nhân viên thiết kế của Epic Games là Mark Rein, tổ thiết kế chỉ có khoảng 20 - 30 người ở mọi thời điểm khác nhau. Những chi phí này vẫn chưa bao gồm tiền thiết kế Engine Unreal III.
Thiết kế trưởng của GOW Cliff Bleszinski hi vọng là game sẽ mở rộng ra thành truyện tranh và có thể là phim. Vào ngày 21 tháng 11 năm 2006, Jeff Bell thuộc Tập đoàn Microsoft chỉ định rằng GOW chỉ là bản đầu tiên trong ba bản, những sự kiện sau ngày E và trận đánh Jacinto Plateau cũng như những thông tin của Adam Fenix. Giám đốc Epic Games Mark Rein đăng tải trên diễn đàn của Gears of War rằng "It's not over until it is not fun anymore" (Nó sẽ không kết thúc cho đến khi nó không còn thú vị nữa), và theo ý kiến của Mark dòng trò chơi Gears of War sẽ nổi tiếng như dòng trò chơi Halo.
Đoạn kết của Gears of War hoàn toàn mở với sự mập mờ về số phận của lực lượng Locust cũng như của Gears, và yêu cầu phải có những phiên bản nối tiếp.Vào năm 2007 tại hội chợ phát triển game (Game Developers Conference), Bleszinkski xác nhận rằng Epic Games đã dự định làm tiếp những phiên bản tiếp theo, và phiên bản tiếp theo của GOW là Gears of War 2 chính thức được xác nhận vào ngày 20 tháng 2 năm 2008, phát hành vào giữa đêm ngày 7 tháng 11 năm 2008.
Mặc dù được phát hành bởi Microsoft nhưng GOW IP hoàn toàn do Epic kiểm soát. Trong một cuộc phỏng vấn với CEO của Epic Games là Mike Capps cho biết ông có nguyện vọng được phát triển Gears of War trên các hệ máy khác như PlayStation 3. Nhưng ông cũng nói rằng "Time and time again, when it came down to figure out what we do next with Gears, we sat down with Microsoft and they've given us really good, compelling reasons to work with them again" (Nhưng mỗi khi đến thời điểm để chúng tôi quyết định để làm gì tiếp với các phiên bản Gears of War tiếp theo thì tập đoàn Microsoft lại đưa ra những lý do hay và vô cùng hấp dẫn để chúng tôi tiếp tục cộng tác với họ), ý của ông là lại tiếp tục để Microsoft phát hành độc quyền trên hệ máy Xbox 360.

### Nội dung tải về
Epic Games bắt đầu thiết kế thêm nội dung cho Gears of War vào tháng 8 năm 2006. Những cải tiến mới này vẫn miễn phí theo như giám đốc Epic Games, Mike Capps. Những cải tiến đầu tiên được phát hành thông qua Xbox Live vào ngày 9 tháng 1 năm 2007 và thêm hai bản đò mới nữa vào ngày 10 tháng 1 năm 2007. Hai bản đồ mới này cho người thấy cảnh đấu song song với cốt truyện khi Dom và Marcus đang tìm cách thoát ra khỏi khu vực ban đầu (lúc Marcus mới thoát ra khỏi xà lim), còn đội Gear phải kiểm soát khu vực trực thăng King Raven bị rơi và bảo tàng ở gần đó. Một cải tiến khác được phát hành vào ngày 22 tháng 1 năm 2007, phiên bản cái tiến này theo Marc Rein chỉ là phiên bản sửa lỗi tương thích của Gears of War ở Nhật Bản và tất cả những tính năng của game vẫn được giữ nguyên. Vào ngày 9 tháng 4 năm 2007, Epic Games phát hành phiên bản cải tiến thứ ba, bao gồm chế độ chơi mới Annex, chế độ chơi này cho người chơi chiếm và canh gác một địa điểm trong một thời gian nhất định để chiến thắng, sửa lỗi trong game.
Ban đầu Epic Games nói rằng sẽ có thêm map trong phiên bản cải tiến thứ ba nhưng vì sự không đồng thuận giữa Microsoft và Epic Games nên Epic Games đã quyết định chào bán những bản đồ này với giá phải chăng rồi sau đó mới bán miễn phí.Gói map Hidden Fronts bao gồm các map Bullet Marsh, Garden, Process, và Subway được chào bán trên Xbox Live với giá là 800 điểm Microsoft (Microsoft Point) vào ngày 3 tháng 5 năm 2007.Gói miễn phí được phát hành vào ngày 3 tháng 9 năm 2007.
Phiên bản cải tiến thứ tư vào ngày 14 tháng 6 năm 2007 thêm 250 điểm tích góp nâng tổng số điểm số điểm tích góp trong game lên 1250 điểm.Phiên bản cải tiến này nâng cấp hệ thống nấp, cho đồng hồ thời gian dừng lại khi kết nối mạng có vấn đề (trong bản đồ Annex). Một vài vấn đề khác liên quan đến bản đồ cũng được giải quyết.

### Phiên bảnMáy tính cá nhân
Vào năm 2006, PC Gamer vô tình để lộ những hình ảnh cho rằng Gears of War có thể được chơi trên máy tính cá nhân, dẫn đến nghi vấn Gears of War có thể được phát hành trên hệ PC. Tuy nhiên về sau hình ảnh này được cho là ảnh mô hình. Những bức ảnh Gears of War trên máy tính cá nhân bị rò rỉ vào ngày 13 tháng 1 năm 2007 càng khiến sự hoài nghi về GOW được phát hành trên hệ máy tính cá nhân tăng cao. Trong một cuộc phỏng vấn với fan trên TeamXbox, Mark Rein nói rằng dù sớm hay muộn thì Gears of War cũng sẽ phát hành trên hệ PC. Epic Games chưa có dự tính phát hành bản format trên máy tính cá nhân nhưng vì có Unreal Tournament III nên hãng đã quyết định tối ưu hóa tất cả các sản phẩm trên hệ máy PC.
Vào ngày 11 tháng 7 năm 2007 ở hội chợ E3, có thông tin rằng Gears of War thực sự sẽ được phát hành trên hệ máy PC. Những tính năng mới bao gồm thêm bản đồ dành cho phần chơi nối mạng, thêm 5 màn chơi nữa cho hồi 5 diễn tả cảnh biệt độ Delta phải thoát khỏi quái vật Brumak ở cảnh giữa hồi 4 và 5 (Mark Rein nói rằng phiên bản trên máy tính cá nhân sẽ thêm 20% cốt truyện so với phiên bản trên Xbox 360).